# Вульфеніт

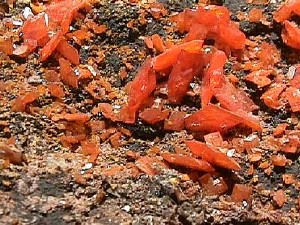
Вульфеніт

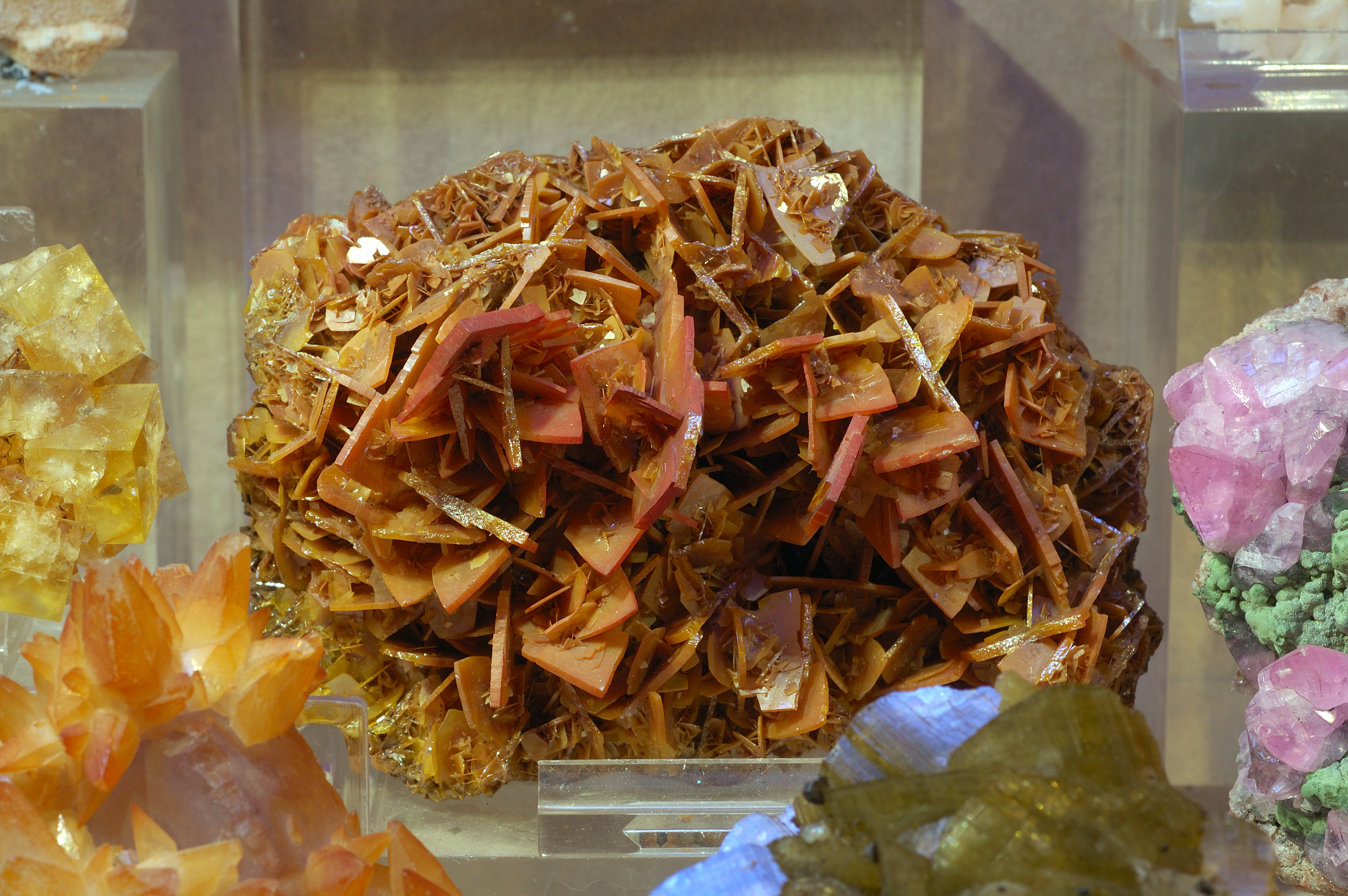
Вульфеніт, Аризона, США

Вульфені́т — мінерал класу вольфраматів та молібдатів.

## Загальний опис
Формула: Pb[MoO4].
Містить бл. 60 % Pb і 39 % МоО3; домішки — СаО (до 7 %), WO3 (до 28 %), V2O5 (до 1,3 %).
Як правило В. представлений друзами або щітками таблитчастих або діпірамідальних кристалів. Суцільні агрегати рідкісні.
Крихкий.
Густина 6,3—7.
Твердість 3,5.
Колір переважно жовтий і помаранчевий.
Блиск алмазний.
Зустрічається в зоні окиснення свинцевих родовищ в асоціації з церуситом, англезитом, піроморфітом, ванадинітом й іншими вторинними мінералами свинцю; найпоширеніший після молібденіту мінерал молібдену.
У значних скупченнях вульфеніт — свинцева руда; рідше використовується і як молібденова руда. Найбільш відомі родовища вульфеніту — в Алжирі, Австралії, США, на території колишньої Югославії. Збагачується флотацією. Названий на честь австрійського мінералога Ф. К. Вульфена.

## Різновиди
Розрізняють:
- вульфеніт ванадіїстий (вульфеніт, у якому молібден ізоморфно заміщується ванадієм);
- вульфеніт вольфрамистий (вульфеніт, у якому молібден ізоморфно заміщується вольфрамом);
- вульфеніт кальціїстий (відміна вульфеніту, яка містить до 1,2 % СаО);
- вульфеніт уранистий (ураномолібдат свинцю — Pb[(Mo, U)O4] (вміст UO3 — 2,5-11,6 %);
- вульфеніт хромистий (відміна вульфеніту, яка містить понад 1 % Cr2O3).